# Uretara Island
Uretara Island ist eine Insel im Ōhiwa Harbour in der Region Bay of Plenty und der Nordinsel von Neuseeland.

## Geographie
Uretara Island befindet sich rund 2,1 km südwestlich des Eingangs zum Naturhafen und rund 660 m südlich der Landzunge, die den Ōhiwa Harbour zum Pazifischen Ozean hin anschließt. Die Insel erstreckt sich über eine Länge von rund 1,58 km in Südwest-Nordost-Richtung und eine maximale Breite von 990 m in Nord-Süd-Richtung. Mit ihren verzweigten Armen umfasst die Insel eine Fläche von insgesamt 69,4 Hektar.